# Picão (Castro Daire)
Picão é uma povoação portuguesa do Município de Castro Daire que foi sede da extinta Freguesia de Picão, freguesia que tinha 6,72 km² de área e 278 habitantes (2011), e, por isso, uma densidade populacional de 41,4 hab/km².
A Freguesia de Picão foi extinta em 2013, no âmbito de uma reforma administrativa nacional, tendo sido agregada à Freguesia de Ermida para formar uma nova freguesia denominada União das Freguesias de Picão e Ermida, da qual é a sede.
Picão, em 1839, fazia parte do antigo concelho de Moção, mas em 1852 aparece em documentos como fazendo parte do concelho (atual município) de Castro Daire.

## População
| População da freguesia de Picão | População da freguesia de Picão | População da freguesia de Picão | População da freguesia de Picão | População da freguesia de Picão | População da freguesia de Picão | População da freguesia de Picão | População da freguesia de Picão | População da freguesia de Picão | População da freguesia de Picão | População da freguesia de Picão | População da freguesia de Picão | População da freguesia de Picão | População da freguesia de Picão | População da freguesia de Picão |
| ------------------------------- | ------------------------------- | ------------------------------- | ------------------------------- | ------------------------------- | ------------------------------- | ------------------------------- | ------------------------------- | ------------------------------- | ------------------------------- | ------------------------------- | ------------------------------- | ------------------------------- | ------------------------------- | ------------------------------- |
| 1864                            | 1878                            | 1890                            | 1900                            | 1911                            | 1920                            | 1930                            | 1940                            | 1950                            | 1960                            | 1970                            | 1981                            | 1991                            | 2001                            | 2011                            |
| 408                             | 443                             | 448                             | 503                             | 519                             | 481                             | 498                             | 517                             | 569                             | 547                             | 475                             | 418                             | 347                             | 267                             | 278                             |

| Distribuição da População por Grupos Etários | Distribuição da População por Grupos Etários | Distribuição da População por Grupos Etários | Distribuição da População por Grupos Etários | Distribuição da População por Grupos Etários | Distribuição da População por Grupos Etários | Distribuição da População por Grupos Etários | Distribuição da População por Grupos Etários | Distribuição da População por Grupos Etários | Distribuição da População por Grupos Etários |
| -------------------------------------------- | -------------------------------------------- | -------------------------------------------- | -------------------------------------------- | -------------------------------------------- | -------------------------------------------- | -------------------------------------------- | -------------------------------------------- | -------------------------------------------- | -------------------------------------------- |
| Ano                                          | 0-14 Anos                                    | 15-24 Anos                                   | 25-64 Anos                                   | > 65 Anos                                    |                                              | 0-14 Anos                                    | 15-24 Anos                                   | 25-64 Anos                                   | > 65 Anos                                    |
| 2001                                         | 45                                           | 36                                           | 109                                          | 77                                           |                                              | 16,9%                                        | 13,5%                                        | 40,8%                                        | 28,8%                                        |
| 2011                                         | 29                                           | 36                                           | 142                                          | 71                                           |                                              | 10,4%                                        | 12,9%                                        | 51,1%                                        | 25,5%                                        |

Média do País no censo de 2001:  0/14 Anos-16,0%; 15/24 Anos-14,3%; 25/64 Anos-53,4%; 65 e mais Anos-16,4%
Média do País no censo de 2011:   0/14 Anos-14,9%; 15/24 Anos-10,9%; 25/64 Anos-55,2%; 65 e mais Anos-19,0%